# Ґотельп
Ґотельп (пол. Gotelp, нім. Gotthelf) — село в Польщі, у гміні Черськ Хойницького повіту Поморського воєводства.
Населення — 564 особи (2011).
У 1975-1998 роках село належало до Бидгощського воєводства.

## Демографія
Демографічна структура станом на 31 березня 2011 року:
|          | Загалом | Допрацездатний вік | Працездатний вік | Постпрацездатний вік |
| -------- | ------- | ------------------ | ---------------- | -------------------- |
| Чоловіки | 287     | 69                 | 192              | 26                   |
| Жінки    | 277     | 86                 | 140              | 51                   |
| Разом    | 564     | 155                | 332              | 77                   |